# Lego Marvel Super Heroes
Lego Marvel Super Heroes — мультиплатформенна відеогра у жанрі action-adventure, яка вийшла у 2013 році. Розробкою гри займалась компанія TT Games, а виданням — Warner Bros. Interactive Entertaiment. Гра вийшла на наступні платформи: Xbox 360, Xbox One, PlayStation 3, PlayStation 4, Wii U, OS X і Microsoft Windows. Версії для Android, iOS, PlayStation Vita, Nintendo DS та Nintendo 3DS мали підзаголовок "Universe in Peril" (укр. "Всесвіт у небезпеці"). 
Це перша LEGO-гра, створена за мотивами коміксів Marvel. У 2016 році до цієї гри вийшов спін-оф — Lego Marvel's Avengers, а ще через рік продовження — Lego Marvel Super Heroes 2.

## Ігровий процес
Ігровий процес гри в більшій мірі такий же як і в попередніх LEGO-іграх. Гравець керує кількома персонажами, кожен з яких має свої унікальні здібності. Крім битв з лиходіями, гра пропонує невеликі головоломки, які треба вирішити, щоб пройти далі. Наприклад, шлях загороджує вантажівка. Підняти її може тільки Галк, натомість другий доступний герой — Залізна людина піднімати тонни грузу не може, але вміє руйнувати структури з срібних блоків та конструювати з них корисні машини. Загалом доступно 149 іграбельних персонажів (з урахуванням доповнень — 166).
Творці гри вирішили додати в неї Стена Лі — автора багатьох відомих персонажів всесвіту Marvel. На кожному рівні можна почути його крик по допомогу. Стен Лі озвучив себе самого. Якщо впродовж всієї гри кожного разу врятовувати Стена, то в кінці він буде доступний як ігровий персонаж. Він має кілька різних здібностей, які мали створені ним герої. 
По завершенню сюжетної кампанії, можна досліджувати вулиці Нью-Йорку. Побічні місії видає Дедпул. Загалом є 15 місій основного сюжету і 12 побічних. 
Багато образів персонажів у грі базуються на своїх версіях з фільмів кіновсесвіту Marvel і актуальному в той час мультсеріалі «Людина-павук: Щоденник супергероя». Тоні Старк виглядає як Роберт Дауні-молодший, Нік Ф'юрі як Семюел Л. Джексон тощо. Крім того, актор Кларк Грегг озвучив свого героя агента Колсона. Він допомагає впродовж гри, даючи різного роду поради. 

## Сюжет
Срібний Серфер потрапляє в катастрофу на Землі. Його серф руйнується і розкладається на шматки, названі "космічні блоки". Дум ув'язнює ослабленого Серфера і наймає різних лиходіїв, щоб зібрати всі космічні блоки. За їх допомогою він прагне сконструювати машину, здатну відбити атаку Галактуса, а опісля завоювати весь світ. Нік Ф'юрі — директор таємної організації Щ.И.Т. закликає супергероїв зібрати блоки швидше Дума. Саме ними і повинен керувати гравець.

## Критика й відгуки
У цілому Lego Marvel Super Heroes оцінили досить позитивно. Серед його найкращих сторін зазначають свій гумор, різноманітність персонажів та ігровий процес відкритого світу. Середні оцінки з сайтів GameRankings та MetaCritic становили 84.00% на основі 15 відгуків і 83/100 на основі 22 відгуків відповідно.
Стів Баттс з IGN дав грі 9 з 10 балів, сказавши: "це найкраще, що ставалось з іграми Marvel з часів Marvel Ultimate Alliance 2006 року.".
Кріс Барілік з GameSpot критикував гру через її просідання частоти кадрів, "...особливо при вході в кооперативний режим.". Також він зауважив, що персонажі дуже часто повторюють свої фрази під час гри, що може сильно набридати.
Метт Лібл з GameZone прокоментував версію гри для PS4 так: "Lego Marvel Super Heroes — це гарна перерва від складних спортивних ігор та шутерів накшталт Killzone або Call of Duty, які переповнювали консоль".
Президент Warner Bros. Interactive Entertainment Девід Хаддад заявив, що Lego Marvel Super Heroes є бестселером LEGO-відеоігор усіх часів.

## Доповнення і продовження
18 грудня 2013 року вийшло DLC до гри під назвою "Super Pack", що містило бонусних персонажів (Танос, А-Бомба, Темний Фенікс, класичний костюм Соколиного Ока, Сокіл, Бета Рей Білл, Зимовий Солдат, сімбіотичний костюм Людини-павука), два нових види транспорту (Павукомобіль і літаючий мотоцикл Соколиного Ока) та 10 нових перегонів.
14 січня наступного року стало доступне друге DLC — "Asgard Pack". Воно додавало в гру Одіна, Сіф, Джейн Фостер, Малекіта, Курса і асґардських воїнів: Вольштагга, Хоґуна і Фандрала.
Листопад 2013 року подарував шанувальникам гри телефільм «Lego Marvel Super Heroes: Maximum Overload», який розповів про ще одну пригоду супергероїв. У 2015 році вийшов ще один телефільм «Lego Marvel Super Heroes: Avengers Reassembled», у якому головним противником Месників був Альтрон. Вигляд персонажів і частково сюжет запозичений з фільму «Месники: Ера Альтрона».
У 2016 році вийшов спін-оф гри під назвою Lego Marvel's Avengers. Сюжет був заснований на двох фільмах про Месників. Також тут розширили кількість локацій.
Через рік вийшло продовження, назване Lego Marvel Super Heroes 2. Головним ворогом супергероїв став Канг Завойовник, він викрав локації з різних всесвітів і утворив з них місто Хронополіс. Серед них є і середньовічний замок, і Нью-Йорк 1920-х років, і Асґард, і світ битв Сакаар, і Ваканда, і гори Куньлуню.